# شهرستان بایکالوفسکی
شهرستان بایکالوفسکی (به لاتین: Baykalovsky District) یک شهرستان در روسیه است که در استان سوردلوفسک واقع شده‌است.